# Concert per a violoncel núm. 2 (Xostakóvitx)
El Concert per a violoncel i orquestra núm. 2 en sol major, op. 126, el va compondre Dmitri Xostakóvitx la primavera de 1966 i es va estrenar el 25 de setembre de 1966, en un concert de gala que celebrava el seixantè aniversari del compositor, a la Sala Gran del Conservatori de Moscou interpretat per Mstislav Rostropóvitx, a qui anava dedicat, amb l'Orquestra Simfònica Estatal de la URSS dirigida per Ievgueni Svetlànov. El temps d'actuació és d'aproximadament trenta-sis minuts.